# Hohenthal
(von) Hohenthal är ursprungligen en tysk officerssläkt, vars tidigaste kände stamfader är den i Königsberg in der Neumark bosatte kornetten Georg (Jürgen) Hohenthal som levde omkring 1650. Släkten kom till Sverige med hans son, trumpetaren Joachim Hohenthal, (1657-1695). Dennes sonson, löjtnanten och sedermera majoren Nicolaus Jacob von Hohenthal (1730-1790), överflyttade från svenska Pommern till Finland under 1760-talet, där många av släktens medlemmar alltjämt är bosatta. Släkten räknar bland sina medlemmar den kände finländske aktivisten Lennart Hohenthal (1877-1951) och den nu levande svenske racerföraren Sebastian Hohenthal (1984-).
Släktens heraldiska vapen utgörs av tre bjälkvis ställda stjärnor av silver mot blått fält. En variant av skölden, som framförallt förs av flertalet finländska släktmedlemmar, har emellertid fält av silver varpå en blå bjälke beprydd med tre stjärnor av silver vilar.